# Rio Itaparaná
Rio Itaparaná är ett vattendrag i Brasilien.   Det ligger i delstaten Amazonas, i den nordvästra delen av landet, 2 000 km nordväst om huvudstaden Brasília.
I omgivningarna runt Rio Itaparaná växer i huvudsak städsegrön lövskog. Trakten runt Rio Itaparaná är nära nog obefolkad, med mindre än två invånare per kvadratkilometer.